# 馬丁斯·博茨
馬丁斯·博茨（1999年5月12日—），拉脫維亞雪橇運動員，他代表拉脫維亞隊參加了中國舉行的2022年冬季奧林匹克運動會，並且在混合團體接力比賽上獲得銅牌。